# Rivera de Usagre
La rivera de Usagre, también llamada río Usagre, es un río del suroeste de la península ibérica perteneciente a la cuenca hidrográfica del Guadiana, que discurre por la provincia de Badajoz (España).

## Curso
La cabecera del Usagre se encuentra en la estribaciones septentrionales de la sierra de Bienvenida, en el término municipal homónimo. El río discurre en sentido sur-norte a largo de unos 33 km, a través de los términos de Usagre, Hinojosa del Valle y Llera, hasta su desembocadura en el embalse de los Molinos de Matachel, donde confluye con el río Retín. 